# Біон (космічний апарат)

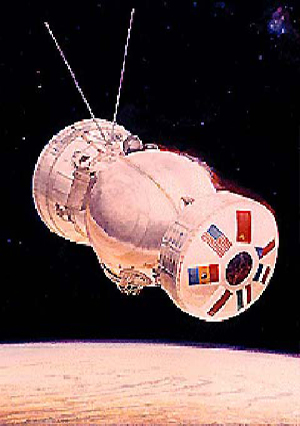

Біон — серія радянських і російських космічних апаратів для проведення біологічних досліджень.

## Конструкція
Конструкція апарата, що отримала назву 12КС, була створена на базі розвідувального супутника «Зеніт-2М». Всередині апарата знаходилась система життєзабезпечення з ресурсом в 30 днів, що підтримувала існування пацюків, черепах, комах, нижчих грибів та ікри риби. Починаючи з «Біона-6» система була модифікована, і до неї став входити комплекс для утримання двох макак-резусів.
Прилад «Акваріум» використовувався для розміщення водних тварин. Різноманітні радіаційні і біологічні експерименти проводились за допомогою приладів «Цитос» і «Тритон». Дослідження модульного електростатичного захисту проходило за допомогою МЕГИ-8.

## Запуски
До 2013 року запуски здійснювалися з космодрому «Плесецьк» ракетами «Союз-У».
Польоти проходили в рамках однойменної програми, котра вклювала до себе також запуски інших біологічних супутників, а також модулів «Наука» на борту розвідувальних супутників «Зеніт 2М».
До 2020 року запланований запуск чотирьох супутників нової серії «Біон-М». Проте запуски мавп більше проводиться не будуть через біоетичні причини, а також через велику дороговизну таких досліджень.
- Космос-605, Біон-1, 1973 рік — вивчення впливу невагомості на живі організми[6];

- Космос-690, Біон-2, 1974 рік — на підослідних пацюках, черепахах, комахах і мікроорганізмах вивчалися можливості захисту від космічної радіації, а також вплив довгої невагомості;

- Космос-782, Біон-3, 1975 рік — починаючи з цього запуску програма досліджень стала міжнародною. Вивчення біологічних ефектів сили тяжіння, вперше проводились біологічні досліди з центрифугою;

- Космос-936, Біон-4, 1977 рік — вивчення впливу на живі організми невагомості і штучної сили  тяжіння[6];

- Космос-1129, Біон-5, 1979 рік — перші експерименти з вивчення можливості запліднення і розвитку в умовах невагомості зародку у ссавців і ембріонального розвитку яєць пташок;

- Космос-1514, Біон-6, 1983 рік — вперше на борту мавпи: макаки Абрек і Біон, експерименти по захисту живих організмів від дії невагомості і  космічних променів;

- Космос-1667, Біон-7, 1985 рік — на борту макаки Вєрний і Гордий;
- Космос-1887, Біон-8, 1987 рік — на борту макаки Дрьома і Єроша, а також пацюки, риби, мухи, черви і тритони;
- Космос-2044, Біон-9, 1989 рік — на борту макаки Жаконя і Забіяка, пацюки, земноводні, комахи; вивчення заживлення пошкоджених м’язів і кісток

;
- Космос-2229, Біон-10, 1992 рік — на борту макаки Крош й Іваша;
- Біон-11, 1996 рік — на борту макаки Лапік і Мультик, фінансове забезпечення польоту взяла на себе американська сторона[1][2][7];

- Біон-М1, 2013 рік[8] — доставлений на Байконур 18 лютого 2013 року, проведена підготовка до запуску, запланованого на 19 квітня 2013 року. Космічний апарат Біон-М був виведений на розрахункову орбіту ракетою космічного призначення Союз-2-1а 19 квітня 2013 року. З борту апарата запустили п’ять кубсатів[9].

## Результати
Інформація, отримана у результаті польотів «Біонів», була використана для розробки рекомендацій космонавтам по зниженню шкідливого впливу невагомості на організм і скороченню адаптаційного періоду.